# Grupo 21 de Astronautas da NASA

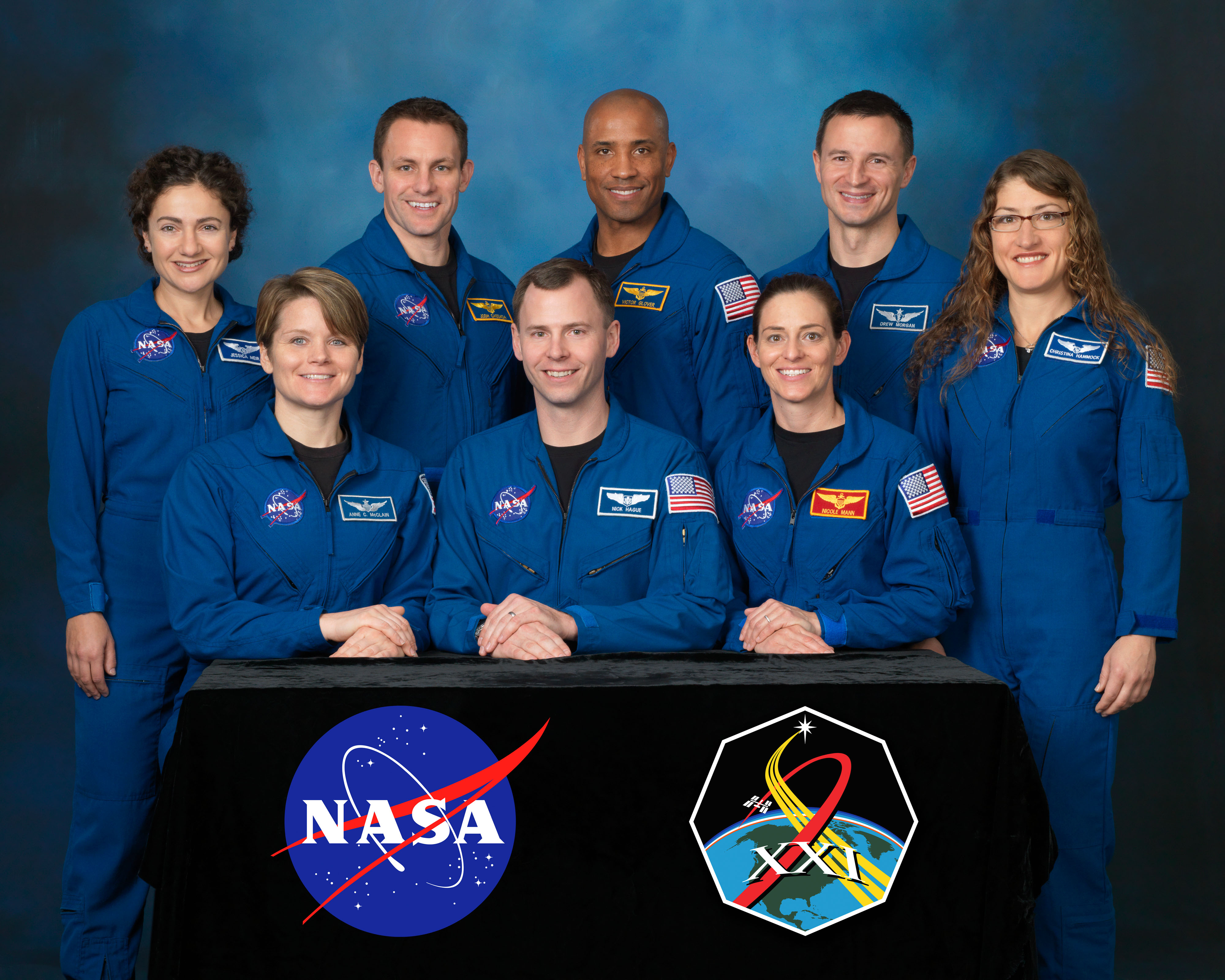
Os oito astronautas em 10 de janeiro de 2014. Atrás: Meir, Cassada, Glover, Morgan e Koch. Frente: McClain, Hague e Mann.

O Grupo 21 de Astronautas da NASA, também chamado de Os Bola 8, são um grupo de astronautas selecionado pela Administração Nacional da Aeronáutica e Espaço (NASA) para integrarem o programa espacial dos Estados Unidos. Foi o vigésimo primeiro grupo de astronautas da NASA e foram anunciados publicamente no dia 17 de junho de 2013. Os astronautas são: Josh Cassada, Victor Glover, Nick Hague, Christina Koch, Nicole Mann, Anne McClain, Jessica Meir e Andrew Morgan.

## Seleção e treinamento
Um requerimento para ser selecionado à o programa de astronauta é ter uma cidadania americana, um grau em ciência, engenharia ou matemática. Em adição, você precisa ter três anos de experiência profissional para não pilotos ou, pelo menos, 1,000 horas de experiência em voo para pilotos. Serviço comunitário é uma vantagem. Ultimamente, os aplicantes precisam ser capazes de passar no teste físico de voo da NASA. O processo de seleção demora cerca de 18 meses.
Os candidatos passam então por dois anos de treinamento. Eles estudam engenharia, matemática e ciência espacial, meteorologia e sistemas da estação espacial. Eles também passam por treinamento de sobrevivência extremos, incluindo certificação de mergulho e qualificações de teste de nado. Depois desse estágio, os astronautas que forem selecionados continuam a trabalhar com astronautas seniores que atuam como mentores para melhorar seu treinamento. No período final, os astronautas focam nos requerimentos científicos para suas missões.

## Astronautas
| Imagem | Nome              | Nascimento             | Carreira | ref    |
| ------ | ----------------- | ---------------------- | --- | ------ |
|        | Josh A. Cassada   | 18 de julho de 1973    | Nascido em San Diego, Califórnia, formou-se em 1995 com um bacharelato em física pela Faculdade Albion. Conquistou um mestrado em 1997 e depois um doutorado em 2000, ambos em física, pela Universidade de Rochester e entrou na Marinha. Fez viagens de serviço durante a Guerra do Iraque, Guerra do Afeganistão e Operação de Assistência Unificada. Formou-se na Escola de Pilotos de Teste Navais em 2006 e tornou-se um de seus instrutores, depois atuando como supervisor de contratos bélicos junto com a Boeing. Está designado como piloto para o Boeing Starliner-1, o primeiro voo operacional do Boeing CST-100 Starliner, previsto para 2021. | [ 3 ]  |
|        | Victor J. Glover  | 30 de abril de 1976    | Nascido em Pomona, Califórnia, formou-se em 1999 com um bacharelato em engenharia geral pela Universidade Politécnica Estadual da Califórnia e entrou na Marinha. Fez viagem de serviço durante a Guerra do Iraque e formou-se na Escola de Pilotos de Teste da Força Aérea em 2007. Conquistou um mestrado em engenharia de voo de teste pela Universidade do Ar em 2007, um mestrado em engenharia de sistemas pela Escola de Pós-Graduação Naval em 2009 e um mestrado em ciências e artes operacionais militares pela Universidade do Ar em 2010. Foi para o espaço pela primeira vez em novembro de 2020 como piloto da SpaceX Crew-1, o primeiro voo operacional da Dragon 2, integrando a tripulação da Estação Espacial Internacional na Expedição 64. | [ 4 ]  |
|        | T. Nicklaus Hague | 24 de setembro de 1975 | Nascido em Belleville, Kansas, formou-se em 1998 com um bacharelato em engenharia aeroespacial pela Academia da Força Aérea dos Estados Unidos e entrou na Força Aérea. Conquistou um mestrado em engenharia aeronáutica e astronáutica pelo Instituto de Tecnologia de Massachusetts em 2000. Formou-se em 2004 na Escola de Pilotos de Teste da Força Aérea. Fez uma viagem de serviço durante a Guerra do Iraque. Atuou como professor na Academia da Força Aérea de 2006 a 2009. Foi designado como engenheiro de voo da Soyuz MS-10 em outubro de 2018, porém a missão precisou ser abortada durante o lançamento por problemas no propulsor. Foi para o espaço pela primeira vez como engenheiro de voo da Soyuz MS-12 em março de 2019, integrando a tripulação da Estação Espacial Internacional nas Expedições 59 e 60 até outubro. Nesse período realizou três atividades extraveiculares de duração combinada de dezenove horas.                                                                            | [ 5 ]  |
|        | Christina H. Koch | 29 de janeiro de 1979  | Nascida em Grand Rapids, Michigan, formou-se em 2001 com dois bacharelato: em engenharia elétrica e física, ambos pela Universidade Estadual da Carolina do Norte. Conseguiu em 2002 um mestrado em engenharia elétrica pela Universidade Estadual da Carolina do Norte. Trabalhou no Centro de Voos Espaciais Goddard da NASA até 2004, quando integrou o Programa Antártico dos Estados Unidos como associada de pesquisa. Em 2007 foi trabalhar na Universidade Johns Hopkins, contribuindo em instrumentações para as sondas espaciais Juno e Van Allen. Entre 2012 e 2013 trabalhou na Administração Oceânica e Atmosférica Nacional. Foi para o espaço a primeira vez em março de 2019 como engenheira de voo da Soyuz MS-12, integrando a tripulação da Estação Espacial Internacional nas Expedições 59, 60 e 61 até fevereiro de 2020, quando retornou para a Terra a bordo da Soyuz MS-13. Durante esse período, realizou seis atividades extraveiculares que acumularam um total de pouco mais de 42 horas. | [ 6 ]  |
|        | Nicole V. A. Mann | 27 de junho de 1977    | Nascida em Petaluma, Califórnia, formou-se em 1999 com um bacharelato em engenharia mecânica pela Academia Naval dos Estados Unidos e entrou no Corpo de Fuzileiros Navais. Conquistou um mestrado em engenharia mecânica pela Universidade Stanford em 2001. Fez viagens de serviço durante a Guerra do Iraque e Guerra do Afeganistão. Formou-se na Escola de Pilotos de Teste Navais. Está designada como parte da tripulação do Boeing Crewed Flight Test, o primeiro voo tripulado do Boeing CST-100 Starliner, previsto para 2021. | [ 7 ]  |
|        | Anne C. McClain   | 7 de junho de 1979     | Nascida em Spokane, Washington, formou-se em 2002 com um bacharelato em engenharia mecânica/aeroespacial pela Academia Militar dos Estados Unidos e entrou no Exército. Conquistou um mestrado em engenharia aeroespacial pela Universidade de Bath em 2004, enquanto no ano seguinte conseguiu um mestrado em relações internacionais pela Universidade de Bristol. Fez uma viagem de serviço durante a Guerra do Iraque. Formou-se em 2013 na Escola de Pilotos de Teste Navais. Fez seu primeiro voo espacial em dezembro de 2018 como engenheira de voo da Soyuz MS-11, integrando a tripulação da Estação Espacial Internacional nas Expedições 58 e 59 até junho de 2019. Realizou duas atividades extraveiculares de duração acumulada de treze horas. | [ 8 ]  |
|        | Jessica U. Meir   | 1 de julho de 1977     | Nascida em Caribou, Maine, formou-se em 1999 com um bacharelato em biologia pela Universidade Brown. Conquistou um mestrado em estudos espaciais pela Universidade Espacial Internacional em 2000. Trabalhou no Centro Espacial Lyndon B. Johnson da NASA entre 2000 e 2003 como cientista de apoio em uma instalação da Lockheed Martin. Serviu como aquanauta na quarta missão NEEMO da NASA em 2002. Conseguiu um doutorado em biologia marinha em 2009 pelo Instituto de Oceanografia Scripps e realizou pesquisas pós-doutorado na Universidade da Colúmbia Britânica. De 2012 a 2013, trabalhou como professora assistente na Escola de Medicina Harvard e no Hospital Geral de Massachusetts. Fez seu primeiro voo espacial como engenheira de voo da Soyuz MS-15 em setembro de 2019, integrando a tripulação da Estação Espacial Internacional nas Expedições 61 e 62 até abril de 2020. Durante esse período, realizou três atividades extraveiculares para um total de mais de 21 horas.                    | [ 9 ]  |
|        | Andrew R. Morgan  | 5 de fevereiro de 1976 | Nascido em Morgantown, Virgínia Ocidental, formou-se em 1998 com um bacharelato em engenharia do ambiente pela Academia Militar dos Estados Unidos e entrou no Exército. Conquistou um mestrado em medicina pela Universidade de Ciências da Saúde dos Serviços Uniformizados em 2001 e realizou sua residência em medicina emergencial na Universidade de Washington em 2005. Trabalhou como médico no Comando de Operações Especiais do Exército em diversas unidades, sendo enviado em apoio a operações de combate na Guerra do Iraque e Guerra do Afeganistão. Fez seu primeiro voo espacial em julho de 2019 como engenheiro de voo da Soyuz MS-13, integrando a tripulação da Estação Espacial Internacional nas Expedições 60, 61 e 62 até abril de 2020, quando retornou para a Terra a bordo da Soyuz MS-15. Realizou, durante esse período, sete atividades extraveiculares que acumularam mais de 45 horas.                                                                                                | [ 10 ] |

## Missão
A turma de 2013 foi originalmente imaginada em tornarem-se "os primeiros dos que serão treinados para exploração além da órbita da Terra desde os anos da Apollo." O primeiro objetivo era visitar um asteroide próximo da Terra em 2020, como preparação para uma eventual missão à Marte. Os objetivos atuais da NASA (em 2018) não incluem uma missão a um asteroide.
Todos os membros do grupo completaram seus treinamentos e foram encarregados de futuras missões. Cinco dos oito membros da turma foram escolhidos para expedições futuras à Estação Espacial Internacional, com Hague sendo o primeiro de sua turma a voar, a bordo da Soyuz MS-10 em 11 de Outubro de 2018. Os colegas de Hague seguem as próximas missões (alguns de forma consecutiva), incluindo McClain na 58/59, Hammock Koch na 59/60, Morgan na 60/61 e Meir na 63/64. Outros três membros foram escolhidos para os voos na Commercial Crew à ISS. Mann é encarregada da Boe-CFT e Cassada no CTS-1, ambos a bordo do Starliner da Boeing e Glover no Dragon 2 da SpaceX.